# Нучету (Калараш)
Нучету (рум. Nucetu) насеље је у Румунији у округу Калараш у општини Лупшану. Oпштина се налази на надморској висини од 46 m.

## Становништво
Према подацима из 2002. године у насељу је живело 808 становника, од којих су сви румунске националности.